# بيفرلي شميت بلوسوم
بيفرلي شميت بلوسوم (بالإنجليزية: Beverly Schmidt Blossom)‏ هي مصممة رقص ومُدرسة أمريكية، ولدت في 28 أغسطس 1926 في شيكاغو في الولايات المتحدة، وتوفي بنفس المكان في 1 نوفمبر 2014 بسبب سرطان.

## وصلات خارجية
- بيفرلي شميت بلوسوم على موقع IMDb (الإنجليزية)